# Liste der Biografien/Muj
Liste der Biografien |
Portal Biografien |
Personensuche
# |
A |
B |
C |
D |
E |
F |
G |
H |
I |
J |
K |
L |
M |
N |
O |
P |
Q |
R |
S |
T |
U |
V |
W |
X |
Y |
Z |
?
 
Ma |
Mb |
Mc |
Md |
Me |
Mf |
Mg |
Mh |
Mi |
Mj |
Mk |
Ml |
Mm |
Mn |
Mo |
Mp |
Mq |
Mr |
Ms |
Mt |
Mu |
Mv |
Mw |
Mx |
My |
Mz
 
Mua |
Mub |
Muc |
Mud |
Mue |
Muf |
Mug |
Muh |
Mui |
Muj |
Muk |
Mul |
Mum |
Mun |
Muo |
Mup |
Muq |
Mur |
Mus |
Mut |
Muu |
Muv |
Muw |
Mux |
Muy |
Muz
Die Liste der Biografien führt alle Personen auf, die in der deutschsprachigen Wikipedia einen Artikel haben. Dieses ist eine Teilliste mit 35 Einträgen von Personen, deren Namen mit den Buchstaben „Muj“ beginnt.

## Muj

### Muja
- Muja, Arbnor (* 1998), albanisch-kosovarischer Fußballspieler
- Mujakic, Armin (* 1995), österreichischer Fußballspieler
- Mujan, Edi (* 1998), deutscher Fußballspieler
- Mujan, Gabriella (* 2000), niederländische Tennisspielerin
- Mujangi Bia, Geoffrey (* 1989), belgischer Fußballspieler
- Mujanic, Amel (* 2001), schwedischer Fußballspieler
- Mujanović, Razija (* 1967), bosnische Basketballspielerin
- Mujanović, Salko (* 1996), bosnischer Fußballspieler
- Mujanović, Šekib (* 1969), bosnischer Musiker
- Mujawamariya, Jeanne d’Arc (* 1970), ruandische Politikerin und Diplomatin
- Mujawayo, Esther (* 1958), ruandische Soziologin, Traumatherapeutin und Autorin

### Mujc
- Mujčin, Edin (* 1970), bosnisch-herzegowinischer Fußballtorhüter

### Mujd
- Müjdeci, Kaan (* 1980), türkischer Filmregisseur
- Mujdža, Mensur (* 1984), bosnischer Fußballspieler

### Muje
- Mujezinović, Abedin (* 1993), bosnischer Leichtathlet
- Mujezinović, Mustafa (1954–2019), bosnisch-herzegowinischer Wirtschaftsmanager, Diplomat, Politiker (SDA), Ministerpräsident

### Muji
- Mujić, Deniz (* 1990), österreichischer Fußballspieler
- Mujić, Nazif (1970–2018), bosnischer Schrottsammler und Schauspieler
- Mujica Láinez, Manuel (1910–1984), argentinischer Schriftsteller und Journalist
- Mujica y Buitrón, Martín de († 1649), spanischer Offizier und Gouverneur von Chile
- Mújica y Sáyago, Adolfo (1860–1916), mexikanischer Botschafter
- Mujica, Esteban (* 1985), chilenischer Badmintonspieler
- Mujica, Francisco (* 1936), venezolanischer Radrennfahrer
- Mujica, Héctor (1927–2002), venezolanischer Politiker, Journalist, Schriftsteller und Hochschullehrer
- Mujica, José (1935–2025), uruguayischer PolitikerJosé Mujica (1935–2025)

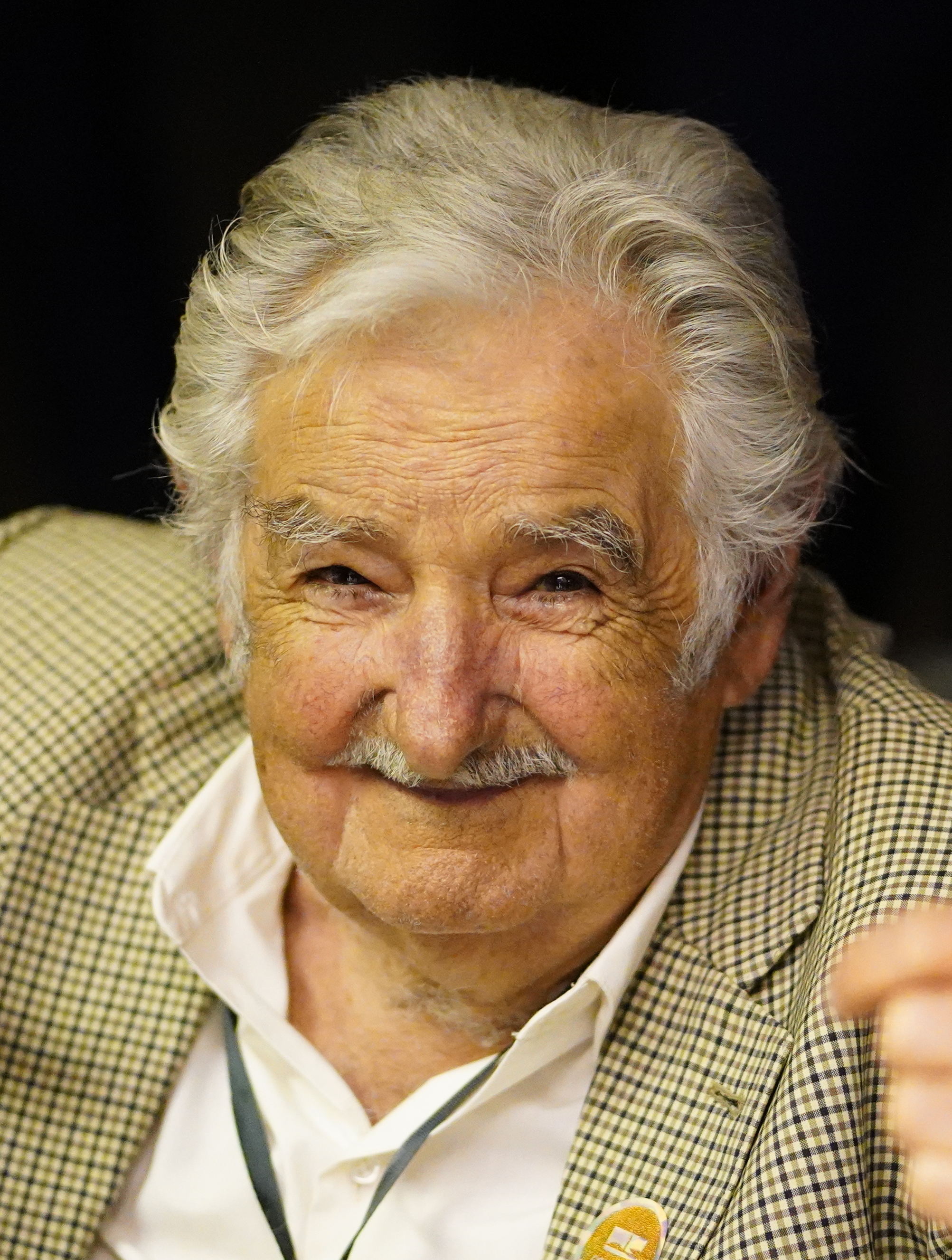
José Mujica (1935–2025)

- Mujica, Juan (1943–2016), uruguayischer Fußballspieler und -trainer
- Mujica, Kiara (* 2007), peruanische Hochspringerin
- Mujica, Yanina (* 1973), venezolanische Fußballschiedsrichterin
- Mujinga, Sandra (* 1989), norwegische Künstlerin
- Mujinjo, Tetjana (* 1989), ukrainische Musikvideoregisseurin

### Mujk
- Mujkič, Sadik (* 1968), slowenischer Ruderer

### Mujo
- Mujovi, Anabela (* 2006), montenegrinische Leichtathletin
- Mujović, Ilda (* 1993), montenegrinische Fußballspielerin
- Mujović, Saša (* 1978), montenegrinischer Elektrotechnikingenieur, Hochschullehrer und Politiker, Minister

### Muju
- Mujuru, Joice (* 1955), simbabwische Politikerin